# Roberts Island (Torres Strait)
Roberts Island, auch Roberts Islet, ist eine kleine, nahezu vegetationslose Koralleninsel im Nordosten des Archipels der Torres-Strait-Inseln. Die flache, unbewohnte Insel ist 600 Meter lang und 300 Meter breit. Sie liegt im Westen einer 1,4 km² großen Riffplattform.
Die Insel ist die westlichste der Bourke-Inseln, welche verwaltungstechnisch zu den Central Islands, einer Inselregion im Verwaltungsbezirk Torres Shire des australischen Bundesstaats Queensland, gehören.